# 洛塔尔·汤姆斯
洛塔尔·汤姆斯（德語：Lothar Thoms，1956年5月18日—2017年11月5日），德国男子自行车运动员。他曾代表东德参加1980年夏季奥林匹克运动会自行车比赛，获得男子1公里计时赛金牌。